# Africa (Miriam Makeba)
Africa è una raccolta di brani celebri della cantante sudafricana Miriam Makeba. È stato pubblicato su CD nel 1991 dall'etichetta discografica Novus (35628315526). Del disco è stata pubblicata anche una versione live contenente solo i primi 20 brani.

## Tracce
1. Mbube
2. Nomeva
3. Olilili
4. Suliram
5. Retreat Song
6. Click Song
7. Saduva
8. Iya Guduza
9. Lakutshon Ilanga
10. Umhome
11. Amanpondo
12. Dubula
13. Kwendini
14. Umhome
15. Pole Mze
16. Le Fleuve
17. Qhude
18. Mayibuye'
19. Maduna
20. Kilimanjaro
21. Kwazulu (In the Land of the Zulus)
22. Nongqongqq (To Those We Love)
23. Khawuleza
24. Ndodemnyama (Beware Verwoerd)